# Karim Essikal
Karim Essikal, né le 8 février 1996 à Vilvorde en Belgique, est un footballeur belgo-marocain évoluant au poste de milieu de terrain.
Il possède la double nationalité belge et marocaine.

## Biographie

### Carrière en club

#### Zulte Waregem
Il inscrit son premier but en Jupiler Pro League le 13 mars 2016, lors d'un match contre Mouscron.
Le 10 avril 2016, Karim Essikal se fracture le crâne et la mâchoire à la suite d'un contact avec Kara Mbodj du RSC Anderlecht. Cette blessure met fin à sa saison.

#### Royal Excel Mouscron
Le 23 août 2016, Karim Essikal rejoint le Royal Excel Mouscron en prêt avec option d'achat

### Carrière internationale
Il joue en équipe du Maroc des moins de 17 ans, sous les ordres du sélectionneur Abdellah El Idrissi.